# 平湖秋月
平湖秋月是位于中华人民共和国浙江省杭州市的一个旅游觀光景點，属中国5A级景区、世界遗产杭州西湖的一部分，是南宋時分佈在西湖周圍的十个有代表性的景點之一，为十景之首。

## 歷史

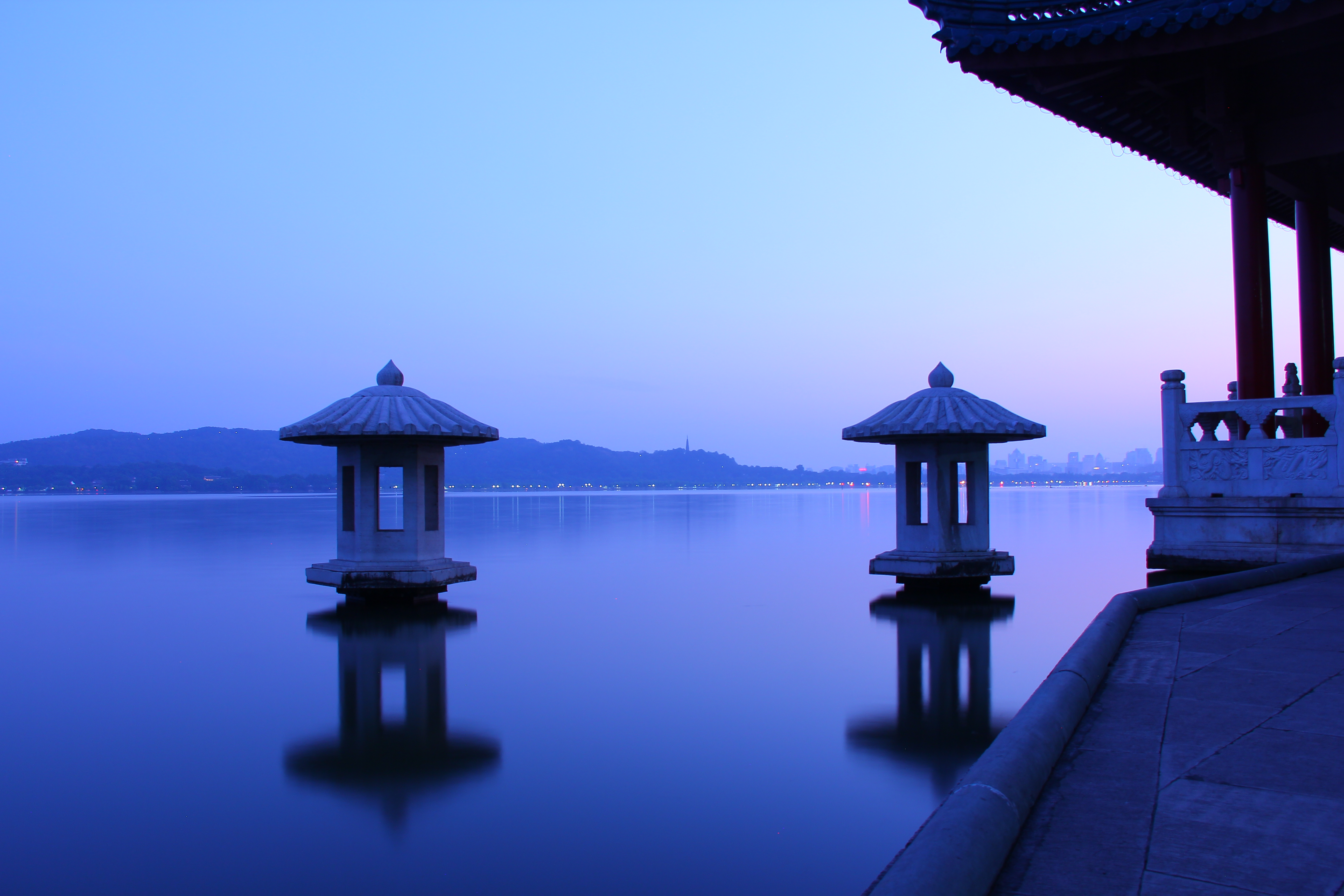
平湖秋月

自南宋起，平湖秋月并没有指明固定的地方，而是泛指秋季夜晚乘船在湖中欣赏明月清风的情景。成书于南宋嘉熙三年被认为是最早记录西湖十景的《方舆胜览》将平湖秋月列为十景之首。而至明朝《平湖秋月》版画也大多表现泛舟赏月的场景，而并没有关于建筑的描绘，可见当时凡是可以乘船在湖面赏月的地方都可以称作“平湖秋月”。早在唐朝，此处就建有望湖亭，曾任杭州刺史的白居易在诗作《湖亭晚归》中也曾提到此亭附近的白堤。南宋定都临安之后，于绍兴十四年开始为建设皇家道观四圣延祥观，而在孤山进行了大规模拆迁工程，望湖亭被迁往宝石山。
元代初年，四圣观为江南释教总统杨琏真珈所占据，并被改建为寺，元末被毁。明朝初年，望湖亭被迁回原址。明朝万历十四年被改建为“龙王祠”。明代田汝成《西湖游览志》卷二中的记载也可见亭址的多次变迁。一直到嘉靖《西湖游览志》所记的 “望湖亭”仍是一幅“四面玲珑,夏饮最快”的场景，建筑仍在，并未有倾倒的相关记载，且书中“今朝西湖图”也绘有望湖亭。据图所绘，嘉靖时的望湖亭形状如城关，起高台凌驾于白沙堤路中，高台四面皆开有门洞。而由成书年代稍晚的《西湖志类钞》 “望湖亭”中记载，可推测得知望湖亭曾于嘉靖中期至万历十七年之间倾倒过。万历朝司礼监孙隆曾于万历十七年斥巨资修筑白沙堤并重建望湖亭。万历三十七年的《钱塘县志》“纪胜”中对此有所记述。袁宏道在《断桥望湖亭小记》和俞思冲的《西湖志类钞》“望湖亭”中盛均曾赞孙隆的这一建设。张岱康熙十年所作的《西湖梦寻》中回忆他在顺治十一年和顺治十四年“两至西湖”时所见，当时孙隆所建望湖亭已被改为“龙王堂”。

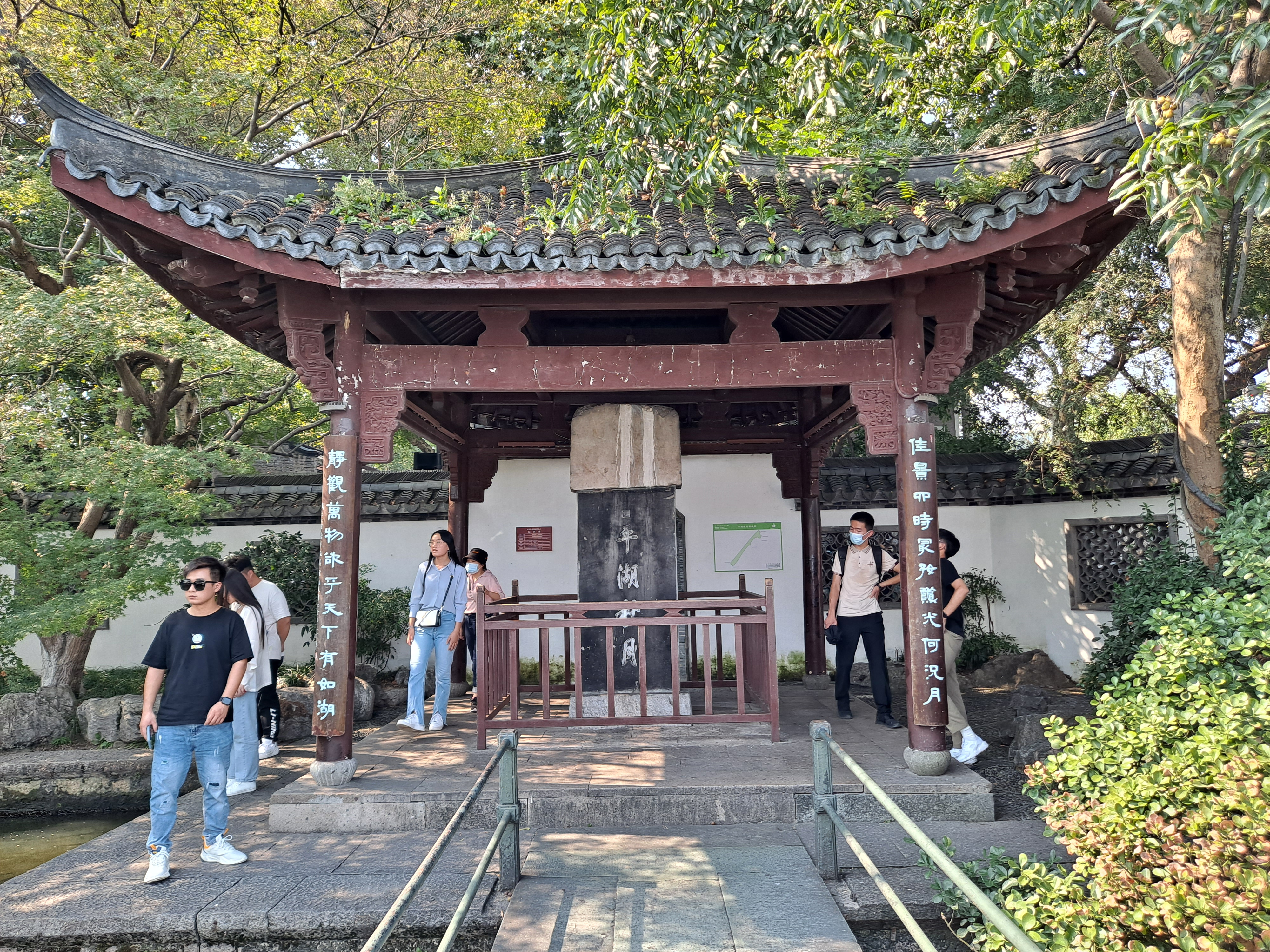
平湖秋月

顺治十二年夏基所著的《西湖览胜诗志》记录了明末清初此地的情况。
清康熙三十八年（1699年），康熙帝第三次南巡至西湖时御题“西湖十景”，因需要立碑建平湖秋月亭，当地官员将景观的景址定为孤山东南角孤山路口望湖亭故址处的临湖水院。孤山路口位于孤山东麓与白沙堤连接处，地势优越，可以观赏到东至湖滨，南至南屏，西至苏堤的整个外湖景色，雍正《西湖志》将此地称为“据全湖之胜”。据康熙五十七年（1718年）的《钱塘县志》记载，当时将此处原有的龙王堂并未被拆，而是“徙庙于亭后”，作为御书楼，楼前建有伸出湖面的石砌平台，台周围建有栏杆，旁边构建有水轩，悬挂康熙帝御题“平湖秋月”匾额，之后又勤石建景碑亭于其左，沿用至今。雍正《西湖志》卷三“平湖秋月”中的相关记载以及书中的“平湖秋月”版画记录了当时景点情况。
清末咸丰时期，因受太平天国运动的影响，西湖园林遭受严重破坏。民国时期，1929年为迎接第一届西湖博览会的召开，对以西湖北部景区为主，包括平湖秋月在内的部分景点进行了修缮。
新中国成立以后，杭州地方政府下辖的园林部门陆续对“西湖十景”等诸多景点进行恢复、修缮和扩建。1959年时平湖秋月景点可供游览的面积只有0.15公顷，且场地十分局促封闭。园林管理部门遂将其西侧的“罗苑”一并纳入该景点，使整体形成一片狭长的沿湖园林。文化大革命时期，平湖秋月御书楼、御碑亭等建筑遭破坏。文革结束后，园林部门重新对平湖秋月建筑进行修葺，修建碑亭并重刻“平湖秋月”石碑。在对周围的环境进行改造后，至2012年游览面积为0.55公顷。

## 位置
- 位于西湖风景区孤山东南角的滨湖地带，白堤西端南侧，濒临外西湖，是白堤的起点。[7][16][19]
- 地址：浙江省杭州市西湖区孤山路。

## 近况
2008年，为了西湖申报世界文化遗产，杭州市政府对西湖周边包括平湖秋月等在内的景点进行了改造整治。由浙江省古建筑设计院提供整治方案，对平湖秋月的改造是依据清代版画和民国老照片等资料进行围墙的恢复。

## 景观

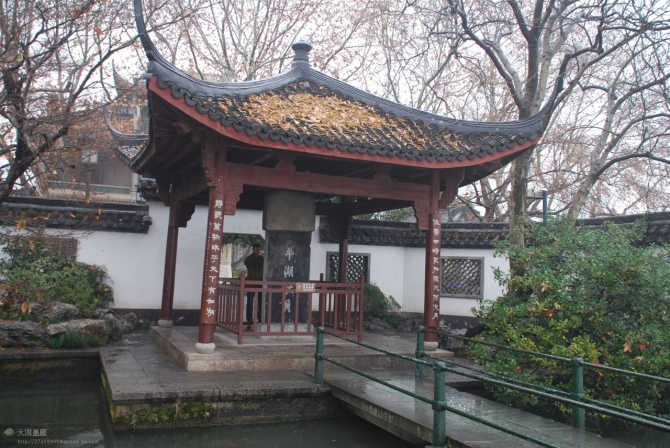

清康熙三十八年改建为“御书楼”，在楼前水面铺筑平台，构围栏，立碑亭，题名“平湖秋月”，由于平台向南伸出水面，视线低平，视野广阔，是临湖赏月的好地方。
平湖秋月的原有游览面积不到2000平方米，1959年拆去沿湖一带“罗苑”的高耸围墙，新建和改建了八角亭、四面厅和“湖天一碧”楼等建筑，增植石榴、红枫、垂丝海棠等花木，掇叠了山石，游览面积扩大数倍，从原来的不足2000平方米扩大到近6000平方米。

## 相关文化

### 诗文
平湖秋月常因是西湖十景之一，而成为咏西湖景色的组诗或组词其中一首的主题。如宋代王洧有以西湖十景为题的一组七绝诗，其中名为《平湖秋月》一诗为：万顷寒光一席铺，冰轮行处片云无。鹫峰遥度西风冷，桂子纷纷点玉壶。其中以“万顷寒光”点出月光照在平静的湖面，犹如“一席铺”的景象，“冰轮”、“西风”、“桂子”、“玉壶”指而则点出秋天夜晚满月的意象。类似的诗词还有宋代孙锐的七绝《四景图·平湖秋月》、陈允平词《秋霁·平湖秋月》、周密词《木兰花慢·平湖秋月》、张矩词《应天长·平湖秋月》等。明代莫璠的《西湖十景词》中有《蝶恋花·平湖秋月》，等等。

### 图画与工艺品
以西湖为主题的图画不乏将“平湖秋月”一景入画者。如北京中国国家博物馆藏有明代晚期武林画派(属于浙江画派)山水画家蓝瑛的《平湖秋月》图轴，上面题有王洧《平湖秋月》一诗。台北国立故宫博物院收藏有清代董邦达的《平湖秋月》山水图轴。此外，包括平湖秋月在内的西湖十景也是民间雕刻、版画、织锦、刺绣等工艺品的常见主题之一。

### 音乐
1920年代末，广东音乐家吕文成于中秋时节遊西湖时触景生情，根据“平湖秋月”的风景和意境，在江南丝竹八大套中的《欢歌》基础上改编出民乐组曲（也有说是从流行的乐曲《闺舞》发展而成），以“平湖秋月”为名（也叫做《醉太平》），1930年在上海新月公司灌制并发行。《平湖秋月》上市后广受好评，成为廣東音樂代表作之一。

## 圆明园的平湖秋月
雍正三年（公元1725年），圆明园扩建，仿照西湖平湖秋月的景色在新辟的福海西北岸建造了“平湖秋色”景点:121:287。乾隆年间，“平湖秋月”成为圆明园四十景之一。乾隆的《圆明园四十景图咏》中有《平湖秋月·调寄浣纱溪》一首。